# ويليام كامبل جيمس مريديث
ويليام كامبل جيمس مريديث هو محامي كندي، ولد في 6 فبراير 1904 في مونتريال في كندا، وتوفي بنفس المكان في 1960.